# Aneuraceae
Aneuraceae là một họ rêu trong bộ Metzgeriales.